# جورج بي فيلد
جورج بي فيلد (بالإنجليزية: George B. Field) (و. 1929 – م) هو عالم فلك، وأستاذ جامعي من الولايات المتحدة الأمريكية . ولد في بروفيدنس، رود آيلاند. وهو عضواً في الأكاديمية الوطنية للعلوم، والأكاديمية الأمريكية للفنون والعلوم .

## التعليم
تعلم في معهد ماساتشوست للتكنولوجيا

## مناصب وهيئات
أدار جامعة هارفارد.

## جوائز
حصل على جوائز منها:
- جائزة المحاضر لهنري نوريس راسيل (2014)
- وسام كارل شفارنسشيلد (1978)
- زمالة غوغنهايم.